# Haröron (släkte)
Haröron (Otidea) är ett släkte av svampar. Det ingår i familjen Pyronemataceae, ordningen skålsvampar, klassen Pezizomycetes, divisionen sporsäcksvampar och riket svampar.

## Källor

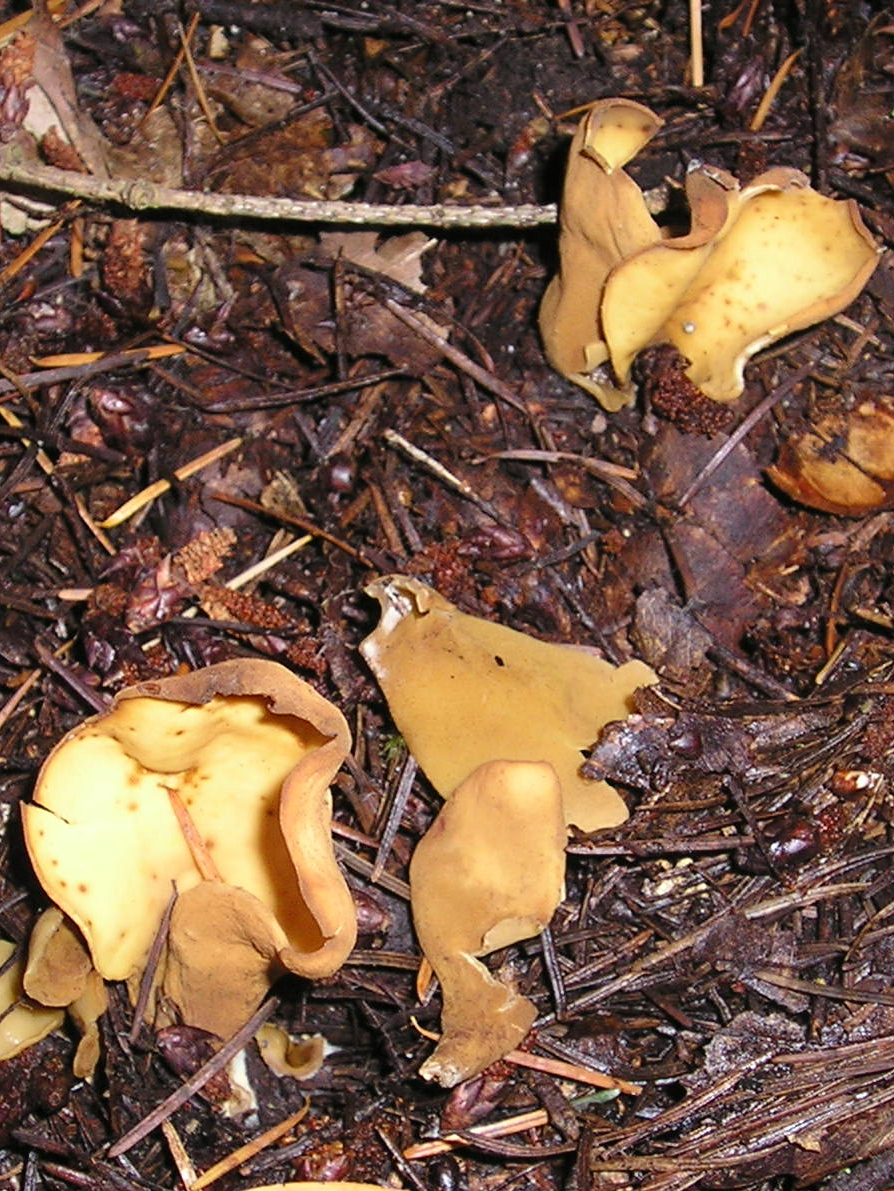